# Friedrich Wilhelm Foerster
Friedrich Wilhelm Foerster (Berlín, 2 de juny de 1869 - Kilchberg, Zúric, 9 de gener de 1966) va ser un filòsof i pedagog alemany.
Va estudiar filosofia a Friburg de Brisgòvia i a Berlín, i el 1898 va presentar la seva tesi de titulació en ètica i pedagogia a Zuric. Educat en un ambient humanista i pacifista, es va convertir en l'editor d'Ethische Kultur, una revista fundada pel seu pare (1894-97). El 1895 va ser sentenciat a tres mesos de presó per criticar les posicions preses per Guillem II de Prússia contra els socialistes. Després de ser professor lliure a la Universitat de Zúric (1899-1901) i a l'Escola Federal Politècnica de Zuric (1901-1912), va exercir com a professor d'ètica i ciències socials a la Universitat de Viena (1913-14) i a la Universitat de Múnic (1914-20). Si en un primer moment fou partidari de la guerra, des de 1917 es va convertir en un pacifista convençut. Llavors va ser nomenat per Kurt Eisner, ministre de Baviera a Suïssa, però no va ser reconegut pel Consell Federal. Va retreure a Alemanya la seva responsabilitat pel començament de la guerra i va proposar la seva conclusió a través d'un tractat de pau. En aquell moment, va haver d'emigrar a Berna per la seva propaganda pacifista. Va haver d'exiliar-se a Zúric (1920-26), París (1926-36) i Haute-Savoie. Les seves obres van ser cremades el 1933. Quan va tornar a Alemanya, es va veure obligat a allunyar-se de l'arribada del nazisme. Primer es va traslladar a França, després a Nova York el 1940, on va romandre fins a 1963, any en què va tornar a Suïssa. Representà la tendència moderada entre els partidaris de la renovació pedagògica del començament del segle XX i es va interessar per les qüestions d'ètica sexual. Entre altres obres va escriure Sexualethik und Sexualpädagogik (‘Ètica sexual i pedagogia sexual’, 1907), Lebensführung (‘Guia de la vida’, 1909) i Religion und Charakterbildung (‘La religió i l'educació del caràcter’, 1926).